# Bibra (Turíngia)
Bibra é um município da Alemanha localizado no distrito de Saale-Holzland, estado de Turíngia.
Pertence ao Verwaltungsgemeinschaft de Südliches Saaletal.